# Begna
A Begna folyó Norvégiában, Buskerud és Oppland megyék területén. Az  Otrøelva és Ylja folyók egyesüléséből születik a Vangsmjøse tó felett.
A Jotunheimen hegylánc déli részén, Filefjell hegyvidékein ered, átfolyik Valdres hagyományos régión, a Vangsmjøse, a Slidrefjord, a Strondafjorden és az Aurdalsfjorden tavakon, majd a Begnadalenen át az ådali Nesbe, ahol a Sperillen tóba ömlik. A tavat elhagyva dél felé folytatja útját, ezt a szakaszát Ådalselva néven is nevezik. Hønefossnál összefolyik a Randselva folyóval (innentől Storelva néven is ismert), majd a Tyrifjorden tóba torkollik.

## Fordítás
- Ez a szócikk részben vagy egészben a Begna River című angol Wikipédia-szócikk ezen változatának fordításán alapul.  Az eredeti cikk szerkesztőit annak laptörténete sorolja fel. Ez a jelzés csupán a megfogalmazás eredetét és a szerzői jogokat jelzi, nem szolgál a cikkben szereplő információk forrásmegjelöléseként.